# Gunnar Frimodig
Gunnar Frimodig, född 27 februari 1951, är en svensk författare.
Frimodigs första och enda roman, Ovan regnbågen, utkom 1979 på Albert Bonniers Förlag. För romanen fick Frimodig motta Norrlands litteraturpris 1980. Ovan regnbågen utkom 2009 ut som talbok.

## Priser och utmärkelser
- 1980 – Rörlingstipendiet

### Fotnoter
1. 1 2 3  ”Gunnar Frimodig”. Libris.kb.se. http://libris.kb.se/hitlist?d=libris&q=gunnar+frimodig&f=simp&spell=true&hist=true&p=1. Läst 10 juni 2012.
2. ↑  ”Tidigare pristagare”. Norrlands litteraturpris. Arkiverad från originalet den 6 september 2012. https://archive.is/20120906201949/http://www.norrlitt.se/tidigare-pristagare.html. Läst 10 juni 2012.